# Sporobolus rigidifolius
Sporobolus rigidifolius là một loài thực vật có hoa trong họ Hòa thảo. Loài này được (Trin.) Mez ex Veldkamp miêu tả khoa học đầu tiên năm 1990.